# جواری (بازیکن فوتبال)
جواری بازیکن فوتبال در پست مهاجم اهل برزیل است

## باشگاهی
از باشگاه‌هایی که در آن بازی کرده‌است می‌توان به سانتوس، باشگاه فوتبال آولینو، اینتر میلان، آسکولی، کرمونزه، پورتو و بوآویستا اشاره کرد.

## تیم ملی
وی همچنین در تیم ملی فوتبال برزیل بازی کرده است.